# 설봉산 (경기)
설봉산(雪峯山)은 대한민국 경기도 이천시에 있는 높이 394m의 한국의 화강암 산이다.
이천 시가지를 서쪽에서 북동과 남동 방향으로 둘러싸고 있는 이천의 진산으로 북악산(北嶽山)이라 부르기도 하였고, 학이 날개를 편 형상을 닮았다 하여 무학산(舞鶴山), 부학산(浮鶴山)이라고도 하였다. 이천 설봉산 삼형제바위가 있다.

## 같이 보기
- 한국의 산
- 이천 설봉산 삼형제바위 - 설봉산 정상의 화강암 바위
- 이천 설봉산성 - 사적 제423호
- 이천시의 지질